# François Lesure
François-Marie Lesure (París, 23 de maig de 1923 - París, 21 de juliol de 2001) va ser un musicòleg i bibliotecari francès.
Estudià història a la Sorbona, on es va llicenciar el 1946, i música al Conservatori de París. Es graduà com a arxiver paleògraf a l'École des Chartes. Treballà al departament de música de la Biblioteca Nacional de París, primer com a bibliotecari, entre els anys 1950 i 1970, i després com a cap del departament, a partir d'aquest darrer any, des d'on va ser comissari de diverses exposicions (Mozart, 1956; Debussy, 1962; Berlioz, 1969; Ravel, 1975). Fou professor de musicologia a la Universitat de Brussel·les des del 1965 i director d'estudis de l'École Pratique des Hautes-Études des del 1973. Els seus interessos eren diversos, però es dedicà especialment a la sociologia de la música, la música francesa del segle xvi, C. Debussy i la història de la bibliografia. És autor, juntament amb la musicòloga Geneviève Thibault, de les bibliografies de les edicions musicals del segle xvi. Estigué al capdavant de la secretaria del Répertoire International des Sources Musicales (RISM) entre el 1953 i el 1967, on va coincidir amb Higini Anglès, i fou president de la Societat Francesa de Musicologia durant els anys 1971 i 1974.

## Reconeixements
- Cavaller de la legió d'honor
- Cavaller de l'Orde Nacional del Mèrit
- Cavaller de l'Orde de les Arts i les Lletres